# Никша Скелин
Никша Скелин (25 березня 1978) — хорватський академічний веслувальник.
Срібний призер Олімпійських Ігор 2004 року в складі розпашної двійки без стернового, бронзовий призер 2000 року в складі вісімки, учасник 2008 року.
Срібний призер Чемпіонату світу 2001 (вісімки), 2003 (розпашні двійки без стернового) років, бронзовий призер 2002 року в складі розпашної двійки без стернового.